# Samati
Samati war eine Stadt oder Region im antiken Medien (Iran). Sie wird mehrmals in elamischen Texten genannt. Es gibt wenige Hinweise, wo sich Samati genau befand. Bei Khorramabad fand sich in einer Höhle ein Schatz mit Silberschalen und Silbertieren. Einige von diesen Objekten tragen elamische Inschriften und nennen vier Könige (lugal) von Samati: Ampirisch, Unzi-kili, Anni-Schilha und Unsak. Der Fundort des Schatzes mag einen Hinweis auf die Lokalisierung von Samati liefern.